# Фридрих Гебхард фон Алвенслебен
Фридрих Гебхард фон Алвенслебен (на немски: Friedrich Gebhard von Alvensleben; * 12 септември 1843, Еркслебен; † 2 юли 1906, Баленщет) е граф от род Алвенслебен в Еркслебен I в Алтмарк в Саксония-Анхалт, майор от 1888 г.

## Биография
Той е четвъртият син на граф Фердинанд Фридрих Лудолф фон Алвенслебен (1803 – 1889) и съпругата му Луиза Тереза Паулина фон дер Шуленбург-Примерн (1810 – 1882), дъщеря на Леополд Вилхелм фон дер Шуленбург (1772 – 1838) и Юлиана Шарлота фон Кирхбах (1785 – 1873).
През 1888 г. Фридрих Гебхард фон Алвенслебен става майор. Той умира бездетен на 62 години на 2 юли 1906 г. в Баленщет.

## Фамилия
Фридрих Гебхард фон Алвенслебен се жени на 28 юни 1883 г. в Амстердам за Хелена Кристина Мария Франсоаза ван Бевервоорден тот Олдемойле (* 9 юни 1862, Нидерландия), заварена дъщеря на сестра му Гертдуд фон Алвенслебен (1842 – 1925), омъжена на 2 ноември 1869 г. в Еркслебен за Франсоаз ван Бевервоорден (1821 – 1908). Бракът е бездетен.